# 이쿠노구
이쿠노구(일본어: 生野区 이쿠노쿠[*])는 일본 오사카부 오사카시를 구성하는 24개 구 중 하나이다. 오사카시의 동남부에 위치한다.
이쿠노구의 쓰루하시(鶴橋) 지역은 재일 한국인이 밀집한 곳으로 유명하고 많은 야키니쿠 식당들이 있다. 쓰루하시의 많은 한국인 가족들은 3대째 혹은 그 이상 이곳에서 살고 있다.

## 지리
우에마치 대지의 동쪽에 위치하고 평탄한 지형이 계속된다. 구의 경계는 서쪽이 오사카 순환선, 북쪽이 긴테쓰 나라선에 의해 형성되고 있어서 직선으로 되어 있다. 그 때문에 북서단에 위치하는 JR 서일본, 긴테쓰 쓰루하시역은 역사의 일부가 인접하는 덴노지구나 히가시나리구에 걸치는 모습이 되어 있다.

## 역사
- 1943년 - 히가시나리구에서 분리되어 탄생하였다.
- 1955년 - 나카카와치군 다쓰미정을 편입하였다.

## 교통

### 철도
- 오사카 메트로
  - 센니치마에선
    - (← 히가시나리구 신후카에역) - 쇼지역 - 기타타쓰미역 - 미나미타쓰미역
- 긴키 닛폰 철도
  - 오사카선·나라선
    - (← 덴노지구 오사카우에혼마치역) - 쓰루하시역 - 이마자토역 - (히가시오사카시 후세역 →)

- 서일본 여객철도가 인접한 덴노지구와의 경계를 따라 달리는데 등기상으로는 구내 역이 아니다.
  - 오사카 순환선
    - (← 덴노지구 다마쓰쿠리역) - 쓰루하시역 - 모모다니역 - 데라다초역 - (덴노지구 덴노지역 →)

### 도로
- 국도 제25호선
- 국도 제479호선